# Saint-Mamert
Saint-Mamert korábbi község (település) Franciaországban, Rhône megyében. 2019. január 1-jén Avenas, Ouroux, Saint-Christophe, Saint-Jacques-des-Arrêts, Monsols és Trades községekkel egyesült és az így létrejött Deux-Grosnes új község része lett.
Lakosainak száma 73 fő (2018. január 1.). Saint-Mamert Trades, Ouroux, Saint-Christophe és Saint-Jacques-des-Arrêts községekkel határos.

## Népesség
A település népessége az elmúlt években az alábbi módon változott:
| Lakosok száma | 63   | 67   | 67   | 73   |
|               | 2013 | 2015 | 2017 | 2018 |